# Alpine (Utah)
Alpine és una població dels Estats Units a l'estat de Utah. Segons el cens del 2000 tenia 7.146 habitants.

## Demografia
Segons el cens del 2000, Alpine tenia 7.146 habitants, 1.662 habitatges, i 1.545 famílies. La densitat de població era de 383,2 habitants per km².
Dels 1.662 habitatges en un 63,7% hi vivien nens de menys de 18 anys, en un 86,5% hi vivien parelles casades, en un 4,9% dones solteres, i en un 7% no eren unitats familiars. En el 6,3% dels habitatges hi vivien persones soles el 3,1% de les quals corresponia a persones de 65 anys o més que vivien soles. El nombre mitjà de persones vivint en cada habitatge era de 4,3 i el nombre mitjà de persones que vivien en cada família era de 4,51.
Per edats la població es repartia de la següent manera: un 44,9% tenia menys de 18 anys, un 9,4% entre 18 i 24, un 23,3% entre 25 i 44, un 17% de 45 a 60 i un 5,3% 65 anys o més.
L'edat mediana era de 21 anys. Per cada 100 dones de 18 o més anys hi havia 99,7 homes.
La renda mediana per habitatge era de 72.880 $ i la renda mediana per família de 74.891 $. Els homes tenien una renda mediana de 57.250 $ mentre que les dones 33.571 $. La renda per capita de la població era de 21.716 $. Entorn del 3,5% de les famílies i el 3,6% de la població estaven per davall del llindar de pobresa.

## Poblacions més properes
El següent diagrama mostra les poblacions més properes.